# Национална библиотека Чешке Републике
Национална библиотека Чешке Републике (чеш. Národní knihovna České republiky) основана је 1777. године и налази се у Прагу у склопу Клементинума, историјског комплекса грађевина који потиче још из XI века. Чешка национална библиотека се сматра најстаријом библиотеком те врсте у свету и највећом библиотеком у Чешкој.

## Историја
У XIV веку, тачније 1348. године настао је Карлов универзитет. Карло IV је поклонио збирку кодекса универзитету. За време средњег века та збирка је допуњена са око 5000 кодекса и представљала је срце Универзитетске библиотеке. Године 1622. библиотека Карловог универзитета премештена је у Клементинум. Национална библиотека у оквиру Клементинума се развијала упоредо са Карловим универзитетом и ове две институције су биле уско повезане. Крајем XVIII века библиотека Карловог универзитета спаја се са језуитском библиотеком и добија назив Царско-краљевска национална и универзитетска библиотека. Уводи се и правило о обавезном примерку које се односи на књиге штампане у Чешкој. Словенска библиотека је настала 1924. године, а након пет година пребачена је у Клементинум. Име библиотеке је промењено 1935. у Национална и универзитетска библиотека, а 1958. све прашке библиотеке су сједињене у једну, централизовану библиотеку под именом Државна библиотека Чешке Републике. Године 1990. добија име које и данас носи – Национална библиотека Чешке Републике.

## Збирке
Најдрагоценији средњовековни рукописи сачувани у Националној библиотеци су Codex Vyssegradensis и Passional of Abbes Kunigunde.

## Фонд библиотеке
Национална библиотека Чешке Републике садржи преко шест и по милиона јединица, а годишње се фонд прошири за око 80 хиљада јединица. Она сакупља, обрађује, чува и даје на коришћење публикације које су углавном везане за бохемистику, као и документима из области природних и друштвених наука. Колекције из области историје су највише чешког и европског порекла. Вредност њених јединица чини је једном од најважнијих библиотека у Европи а и у свету. Кодекси поклоњени од стране Карла IV се данас чувају као Библиотека Стара Каролина. Такође, овде се чувају и оријентални рукописи као и грчки папируси. Национална библиотека Чешке садржи и сачувани део Тихо де Брахеове библиотеке као и личне библиотеке Бернарда Болзана, Франтишека Шалде и Јана Влчека. Једна од често консултованих библиотека је Моцартиана – направљена у част Волфганга Амадеуса Моцарта и налази се у музичком одељку. Словенска библиотека заузима битан део Националне библиотеке Чешке Републике и садржи око 800 000 јединица и највећа је библиотека специјализована за Словене.

## Пословање
Национална библиотека Чешке Републике нуди услуге за преко милион корисника годишње, углавном студентима, наставницима, академицима и научницима. Као национална библиотека, она установљује мрежу јавних библиотека и координира рад у њој, сарађује са страним библиотечким, културним и научним институцијама, додељује међународни стандардни број за монографске публикације, израђује каталогизацију у публикцији и обавља међународну међубиблиотечку позајмицу. Национална библиотека је главна покретачка сила иза пројекта CASLIN чији је циљ повезивање и размена информација између чешких и словачких библиотека. Укључена је у Унесков програм Памћење света, започет 1992. године. Учествовањем у овом програму она штити, чини вечним и јавности олакшава и убрзава доступност ретких и старих рукописа. Циљ је да се документи дигитализују, односно скенирају у високом квалитету и буду праћени одговарајућим детаљним и исцрпним описом. Национална библиотека Чешке је 2005. добила међународну награду од стране Унеска за свој труд у дигитализовању старих текстова.

## Инциденти
Библиотека је била погођена европским поплавама 2002. године, а неки документи су премештени на више нивое како би се избегао вишак воде. Преко 4.000 књига је уклоњено из библиотеке у јулу 2011. године након поплаве у деловима главне зграде. У децембру 2012. године у библиотеци је избио пожар, али у том догађају нико није повређен.